# Остенсивное определение
Остенсивное определение (также указательное определение, от лат. ostentus, выставление напоказ) — определение предмета путём непосредственного показа. Например, в зоопарке можно определить зебру, просто показав на неё и сообщив: «это — зебра». Остенсивное определение очевидным образом не может быть чисто словесным.
Контекстуальное и остенсивное определения схожи между собой, но в случае остенсивного определения контекстом является не окружающий определяемое словo отрывок текста, а обстановка (в случае зебры, вид вольера с зеброй в зоопарке), в которой слово было произнесено.
Возможности остенсивного определения сильно ограничены:
- как и в случае контекстуального определения, метод определения не даёт возможности отделить особенности конкретного экземпляра и особенности определяемого класса предметов;
- метод пригоден лишь для описания простейших предметов, преимущественно вещей. Остенсивно легко определить знак «плюс», труднее — понятие «формула», и невозможно — понятие «математика».

Важность остенсивного определения состоит в том, что только через него можно связать слова с материальным миром. Без этих определений «язык — только словесное кружево, лишенное объективного, предметного содержания» (А. А. Ивин, А. Л. Никифоров).
Oстенсивные определения широко используются не только в обыденной жизни, но и в преподавании и науке. Примерами таких определений являются рисунки в словаре и учебные кинофильмы.